# Marzán (Bóveda)
Marzán es un lugar de la parroquia de Vilalpape, en el municipio de Bóveda, en la provincia de Lugo, España. 
Se encuentra a 455 metros de altitud en la sierra de Marzán. En 2017 tenía una población de 1 habitante, 1 hombre y 0 mujeres.